# 1,4-butanodiol
1,4-butanodiol (BD) é um álcool primário e composto orgânico de fórmula CH2OH-CH2-CH2-CH2OH, ou seja, uma cadeia aberta saturada de 4 carbonos com uma hidroxila em cada extremo da cadeia.
Este composto ganhou fama quando uma companhia chinesa de brinquedos infantis, a Bindeez, para cortar custos, usou-a em vez do 1,5 pentanodiol. Em consequência, várias crianças foram contaminadas.